# Aparelho de amplificação sonora individual
O aparelho de amplificação sonora individual (AASI) é um dispositivo projetado para melhorar a audição tornando um som audível para uma pessoa com perda auditiva. Os aparelhos auditivos são classificados e regulamentados como dispositivos médicos.
Inicialmente, os aparelhos auditivos eram projetados em formato de cones (corneta acústica) para reunir a energia do som e direcioná-lo ao canal auditivo. Os dispositivos modernos são sistemas eletroacústicos informatizados que transformam o som ambiente para torná-lo audível. Os dispositivos atuais também utilizam o processamento de sinal digital para tentar melhorar a inteligibilidade da voz e o conforto para o usuário. 
Os aparelhos auditivos atuais necessitam de configurações para corresponder à perda auditiva, as características físicas e ao estilo de vida do usuário. Este processo é chamado de "adaptação" e é realizado por fonoaudiólogos. Os benefícios de um aparelho auditivo dependem, em grande parte, da qualidade de sua adaptação. Os dispositivos semelhantes que auxiliam na audição incluem a prótese auditiva por condução óssea e implante coclear.
O objetivo primário do aparelho é a amplificação sonora (dos sons da fala, dos sons do ambiente, de sinais de perigo e de alerta, entre outros) mais adequada e satisfatória possível. Além disso, ele favorece a educação e desenvolvimento psicossocial e intelectual do indivíduo com perda auditiva.

## Aplicações
O indivíduo candidato ao uso de aparelho auditivo pode portar perdas de grau e de configuração variáveis. A escolha do aparelho é determinado por um fonoaudiólogo, que também realiza a adaptação do dispositivo. O benefício experimentado pelo usuário de próteses auditivas é multifatorial, dependendo do tipo, gravidade e etiologia da perda auditiva, assim como o tempo de privação auditiva. A motivação, a personalidade, o estilo de vida, e a saúde em geral do indivíduo também interferem neste processo.
O aparelho de amplificação sonora individual não é capaz de "curar" a perda auditiva. Entretanto, o aparelho faz com que os sons sejam audíveis ao indivíduo. O tipo de perda auditiva mais comum que leva à procura dos aparelhos auditivos é a neurossensorial ou sensorioneural. A perda auditiva neurossensorial resulta de danos nas células ciliadas e sinapses da cóclea e no nervo auditivo. A perda auditiva neurossensorial reduz a sensibilidade ao som, dessa forma, o aparelho auditivo tem a capacidade de modificar o som, tornando-o mais alto. Outra causa da redução da percepção auditiva devido uma perda auditiva neurossensorial, é o processamento temporal e espectral anormal, que pode afetar negativamente a percepção da fala, sendo mais difícil  se compensada utilizando um processamento digital de sinais e, em alguns casos, pode ser exacerbada pelo uso da amplificação. As perdas auditivas condutivas, que não envolvem danos à cóclea, tendem a ser melhor tratadas por aparelhos auditivos, pois eles são capazes de amplificar suficientemente o som, suprindo a atenuação causada pelo componente condutivo. Dessa forma, o som é capaz de alcançar a cóclea normal (ou próxima dos níveis de normalidade),  e o nervo auditivo, que são capazes de transmitir sinais para o cérebro normalmente.

## Componentes básicos
O aparelho de amplificação sonora individual é composto por basicamente por quatro componentes: microfone, processador e amplificador, receptor  e bateria. O primeiro capta o som e converte a energia sonora em elétrica. Em seguida, o sinal elétrico é convertido em digital e é o local em que ocorre os ajustes e a amplificação. No receptor o sinal elétrico é convertido em sonoro novamente, no caso de aparelhos que conduzem o som por meio do canal auditivo externo, ou em vibratório, no caso de aparelhos que conduzem o som por meio de via óssea (região da mastoide).

## Indicação ao uso do aparelho de amplificação sonora individual

### Adultos
Considerando os achados audiológicos, todo indivíduo portador de uma perda auditiva pode ter potencial para utilizar um aparelho auditivo. No entanto, a decisão de utilizá-lo não envolve apenas o grau da perda auditiva, mas sim o impacto que a perda está causando no âmbito social, econômico, financeiro ou psicológico do indivíduo, de acordo com Staab ( 2000, apud Almeida, 2003). Sendo assim, qualquer indivíduo que possui dificuldades decorrentes da perda auditiva é um candidato potencial para o uso do aparelho de amplificação sonora individual.
De acordo com Almeida et al. (2003), os candidatos mais difíceis são aqueles que possuem uma perda auditiva de grau muito leve ou severo. No caso da perda profunda, a decisão de adaptar o aparelho levará em consideração se ela é uni ou bilateral.

### Crianças
A infância é uma fase em que o ser humano necessita receber uma grande quantidade de estímulos do ambiente para que possa desenvolver conhecimentos e habilidades. É por meio da audição, principalmente, que a criança inicia o processo de aquisição da linguagem oral. Dessa forma, até mesmo perdas auditivas mínimas podem causar consequências no desenvolvimento intelectual, acadêmico e social. Então, independente do grau da perda, a criança deve ser considerada candidata ao uso do aparelho de amplificação sonora individual ou algum dispositivo eletrônico aplicado à surdez.
As perdas auditivas mínimas que trazem praticamente nenhum prejuízo ao adulto, podem representar dificuldades para a criança.
Além da existência da perda auditiva, é preciso que a adaptação do aparelho de amplificação sonora individual aconteça o mais precoce possível após o diagnóstico, para evitar que a criança seja prejudicada pelos efeitos da privação sensorial.
Almeida et al. (2003) ressaltam que não há uma idade definida para a adaptação do aparelho auditivo. Após o diagnóstico de uma perda auditiva periférica permanente, havendo uma família motivada e preparada para o processo de reabilitação, a criança é candidata independente da idade.

### Considerações na indicação
Além dos achados audiométricos que comprovam a necessidade da adaptação do aparelho auditivo, deve-se analisar a aceitação da perda auditiva pelo indivíduo, as suas necessidades de comunicação, as preocupações estéticas e a motivação para o uso do aparelho.

## Seleção do aparelho de amplificação sonora individual
De acordo com a ASHA (American Speech-Language-Hearing Association) (1997, apud Almeida, 2003), o processo de seleção e adaptação de aparelhos auditivos deve incluir:
1. Avaliação do candidato ao uso da amplificação;
2. O planejamento da intervenção e identificação das dificuldades e necessidades individuais;
3. A seleção das características eletroacústicas;
4. Verificação do desempenho do aparelho;
5. Orientação e aconselhamento do paciente quanto ao uso e manipulação do aparelho auditivo;
6. Validação.

A seleção das características físicas e eletroacústicas envolvem aspectos como: amplificação bilateral ou unilateral, tipo do aparelho e tecnologia do mesmo.

### Uso da amplificação bilateral ou unilateral
São muitas as vantagens da amplificação binaural ao indivíduo com perda auditiva bilateral. Dentre elas estão: a melhor localização da fonte sonora, a percepção mais intensa do som do que a amplificação unilateral, habilidade de separar os sons ou ruídos ambientais e melhor reconhecimento da fala na presença dos mesmos. Sendo assim, a adaptação preferencial aos indivíduos candidatos ao uso de aparelhos auditivos é de amplificação bilateral. No entanto, há contraindicações que devem ser consideradas, como, por exemplo, em perdas auditivas bilaterais com grande assimetria de limiares auditivos.

### Tipos
Existem muitos tipos de aparelhos de amplificação sonora individual, que variam em tamanho, potência e circuitos. Entre os diferentes tamanhos e modelos estão:

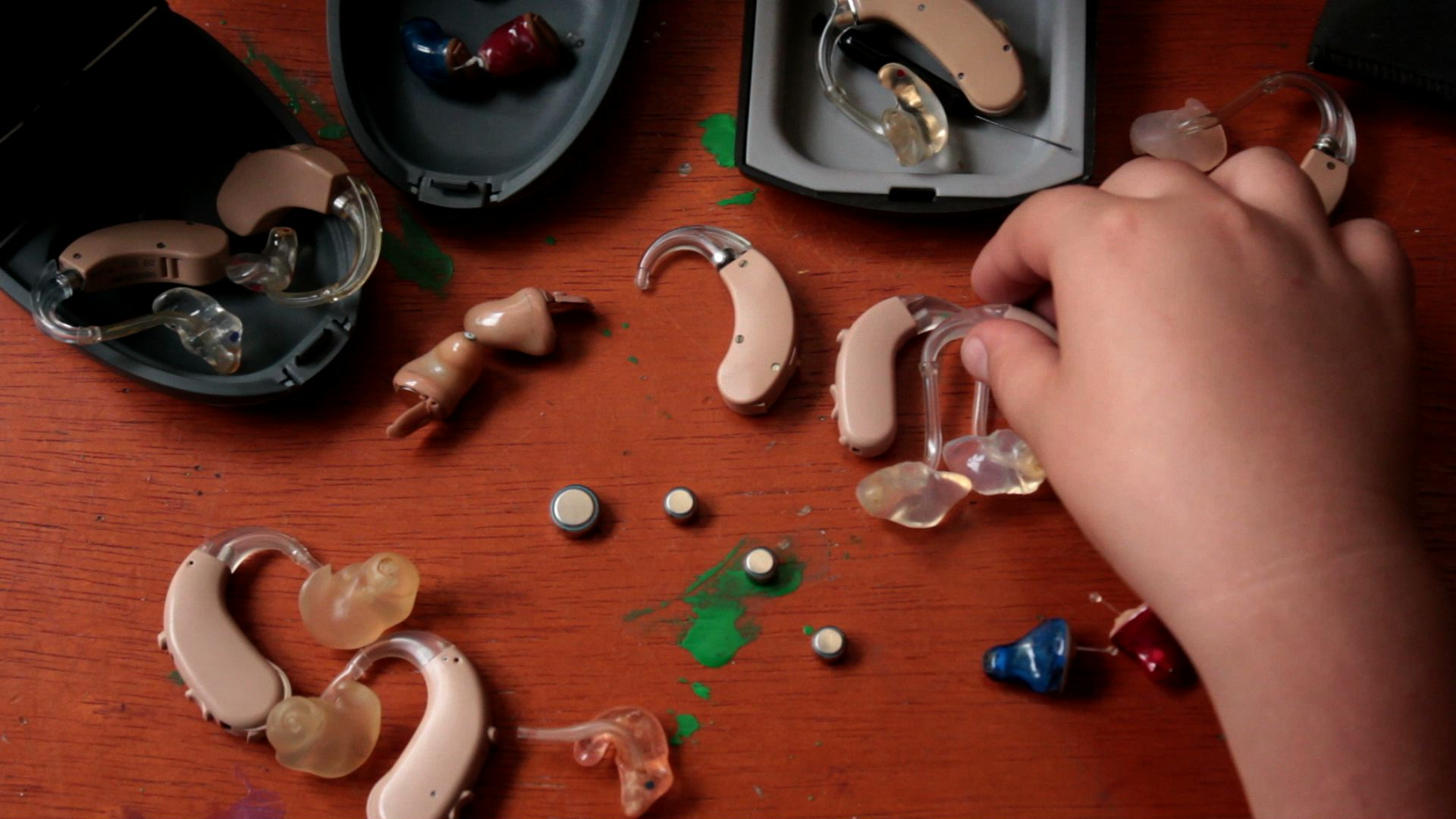
Variedade de Aparelhos de Amplificação Sonora Individual

#### Aparelho auditivo portátil de caixa
Os aparelhos auditivos portáteis de caixa foram os primeiros e foram inventadas por Harvey Fletcher , enquanto trabalhava no Bell Laboratories. Neste modelo, os circuitos eletrônicos localizam-se em uma caixa que contém os componentes eletrônicos de amplificação e a bateria. A caixa normalmente pode ser levado no bolso da vestimenta. O som amplificado é transportado até as duas orelhas por meio de dois cabos.
Atualmente, esse tipo está sendo utilizado apenas em casos específicos, a maior frequência está nos aparelhos retro e intra-auriculares.

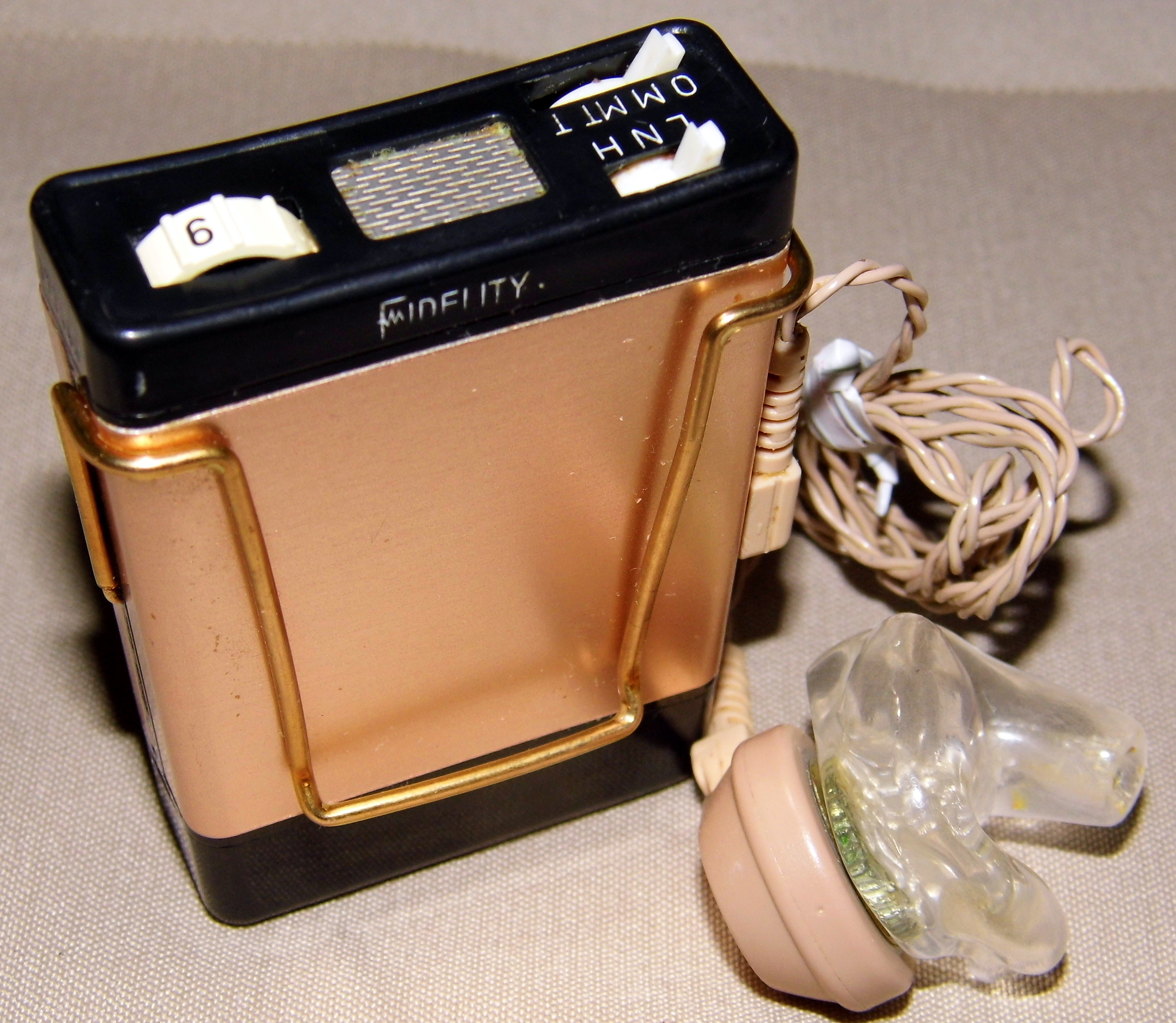
Aparelho Amplificação Sonora Individual Portátil de Caixa

#### Retroauricular
Os aparelhos auditivos retroauriculares são adaptados atrás do pavilhão auricular e o som é transmitido para o molde auricular". Possuem espaço suficiente para acomodar vários controles e possuem uma variabilidade de ajustes.

Os retroauriculares podem ser utilizados por indivíduos portadores de perdas auditivas com graus variáveis, de leve à profundo e são muito utilizados pelas crianças devido ao seu tamanho e funções eletroacústicas.

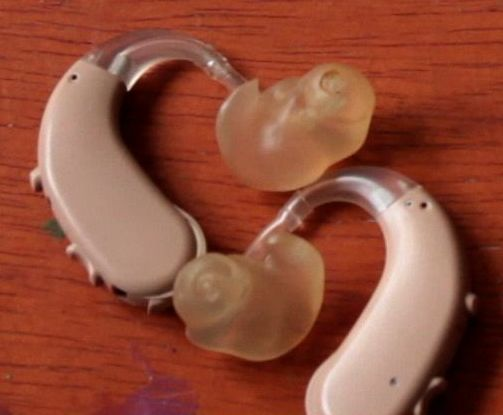
Exemplo de Aparelho de Amplificação Sonora Individual Tipo Retroauricular

#### Intra-aural
Os aparelhos auditivos do grupo dos intra-aurais possuem todo o circuito contido em uma cápsula que é adaptada dentro da concha do pavilhão auricular ou no meato acústico externo. Elas não possuem tanta versatilidade quanto os retroauriculares, no entanto, possuem vantagens acústicas em função da localização do seu microfone. A inserção e remoção deste grupo de aparelhos auditivos é mais fácil pois tudo está contido em uma única peça.
Muitos deficientes auditivos possuem uma preferência pelos intra-aurais devido sua estética, conforto e conveniência.
Os aparelhos auditivos intra-aurais podem ser: intra-auriculares, intra-canais e micro canais.

##### Intra-auriculares
Dentre os intra-aurais, os aparelhos auditivos intra-auriculares são os de maior tamanho e preenchem completamente a área da concha.  Eles podem ser adaptados para perdas auditivas de graus leve à severo, e possibilitam um ganho acústico maior, circuitos mais complexos, uso de ventilação e maiores controles de acesso ao usuário.

##### Intra-canal
Os aparelhos auditivos do tipo intra-canais  possuem um tamanho intermediário. Devido ao seu tamanho e localização, o intra-canal é mais limitado, não possuindo a mesma versatilidade de controles e ajustes do que os aparelhos intra-auriculares. Além disso, propiciam um ganho acústico menor.

##### Micro-canal
Os aparelhos auditivos do tipo micro-canais possuem um grande apelo estético por serem posicionados mais internamente no conduto auditivo externo, ou seja, mais próximos à membrana timpânica. Devido esta profundidade de inserção, os micro-canais fornecem maior nível de pressão sonora (principalmente para as frequências mais altas), redução ou eliminação do efeito de oclusão, localização melhor da fonte sonora, redução do feedback acústico, menor captação do ruído do vento, uso normal do telefone e de fones de ouvido. No entanto, microfones direcionais e bobinas telefônicas não podem ser utilizados devido ao tamanho desse tipo de aparelho.

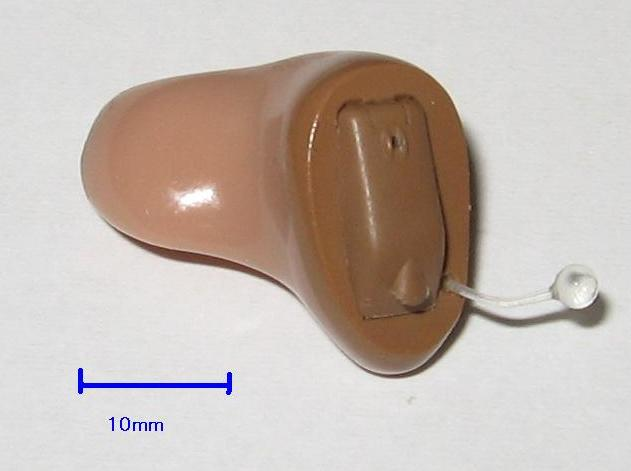
Exemplo de Aparelho de Amplificação Sonora Individual Tipo Microcanal

#### Adaptação por condução óssea
No caso de indivíduos em que não há a possibilidade de utilizar a via aérea para receber o estímulo sonoro, como nos casos de atresia do meato acústico externo ou ausência de pavilhão auricular, por exemplo, é possível a adaptação de um aparelho por condução óssea. Ao invés de ser colocado um receptor na orelha, é adaptado um vibrador ósseo na mastoide.

### Tipos de moldes auriculares
Os moldes auriculares são peças confeccionadas de acordo com as características anatômicas da orelha do indivíduo. Uma das funções do molde é conduzir o som amplificado pelo aparelho auditivo até a membrana timpânica. Além da condução, possui a função de fixar o aparelho na orelha, de vedar o meato acústico externo e de fazer alterações acústicas quando necessário. O molde pode ser fabricado em diversos modelos, estilos e materiais. A seleção dependerá do tipo do aparelho a ser adaptado, das modificações acústicas necessárias, do conforto e da aceitação estética do usuário.
Os moldes podem ser feitos de acrílico ou silicone e os fatores que influenciam em sua seleção são: textura da cartilagem da orelha, o tipo e a potência do aparelho selecionado, a presença de alergias, a necessidade de modificações acústicas no molde e a preferência e idade do indivíduo.

### Tecnologia
O primeiro aparelho auditivo elétrico usava o microfone de carbono do telefone e foi introduzido em 1896. A válvula eletrônica tornou a amplificação possível, mas as primeiras versões de aparelhos auditivos de amplificação eram pesados. A miniaturização das válvulas eletrônicas levou a criação de modelos portáteis, e após a II Guerra Mundial, surgiram os modelos wearable em miniatura usando tubos. O transistor , inventado em 1948 foi bem adaptado para os aparelhos auditivos devido ao baixo consumo de energia e tamanho pequeno; aparelhos auditivos foram um dos primeiros a adotar transistores. O desenvolvimento de circuitos integrados permitiu o aperfeiçoamento das capacidades de wearable aids, incluindo a aplicação do processamento digital de sinais e técnicas de programação.

#### Controle de volume
O aumento do uso de aparelhos de amplificação sonora individuais com compressão (amplificação não-linear) tem feito diminuir a necessidade de haver controle de volume nos aparelhos auditivos, podendo ser satisfatório para alguns usuários e insatisfatório para outros. Não há meios de prever qual futuro usuário necessitará ou não do controle de volume. Mas a experiência clínica tem demonstrado que é preferível selecionar um aparelho auditivo de amplificação sonora individual com controle de volume nos seguintes casos: usuários experientes e satisfeitos com os aparelhos que possuem controle de volume e estejam trocando de aparelho; usuários de aparelhos com amplificação linear; e quando o paciente relata que, em algumas circunstâncias, gostaria de poder alterar o volume do seu aparelho.[3]
Para alguns, a manipulação do controle de volume pode ser extremamente difícil, como, por exemplo: idosos, indivíduos com problemas de destreza manual, portadores de Doença de Parkinson, problemas motores e outros. Vale ressaltar que aparelhos muito pequenos como os microcanais não possuem controle de volume, em virtude da falta de espaço para a sua colocação ou de outros controles.

#### Compatibilidade com os telefones
Um aparelho auditivo e um telefone são "compatíveis" quando eles podem se conectar uns com os outros de maneira que a inteligibilidade do som seja fácil e clara. O termo "compatibilidade" é aplicado a todos os três tipos de telefone (com fios, sem fios e móvel). Há duas maneiras que telefones e aparelhos auditivos podem se conectar uns com os outros:
- Acusticamente: o som do alto-falante do telefone é captado pelo microfone do aparelho auditivo.
- Eletromagneticamente: o sinal dentro do alto-falante do telefone é captado pela "bobina telefônica", "telecoil" ou "T-coil", um circuito especial de fios dentro do aparelho auditivo.

O Instituto Nacional Americano de Padrões (ANSI) tem uma escala de classificação para a compatibilidade entre aparelhos auditivos e telefones:
- Quando a operação for no modo acústico(Microphone) , as classificações são de M1 (pior) M4 (melhor).
- Quando operando no modo eletromagnético (Telecoil), as classificações são de T1 (pior) a T4 (melhor).

#### Sem fio
Aparelhos auditivos recentes incluem acesso wireless. Um aparelho auditivo pode transmitir para o aparelho do outro lado as configurações de fundo simultaneamente, Os sistemas de escuta FM estão surgindo agora com receptores sem fio integrados ao uso de aparelhos auditivos. Um microfone sem fio pode ser dado a um parceiro para usar em um restaurante, no carro, nos momentos de lazer, no shopping, em palestras ou durante os cultos religiosos. A voz é transmitida pelo microfone sem fio sem fio para os aparelhos auditivos, eliminando os efeitos da distância e do ruído de fundo. Os sistemas de FM mostraram fornecer a melhor compreensão de fala em ruído em comparação à todas as tecnologias disponíveis. Os sistemas FM também podem ser conectados a uma TV ou a um aparelho de som.

A conectividade Bluetooth de 2,4 giga-hertz é a inovação mais recente na interface sem fio para aparelhos auditivos com fontes de áudio como streamers de TV ou telefones celulares habilitados para Bluetooth. Aparelhos auditivos atuais geralmente não transmitem diretamente via Bluetooth, mas o fazem através de um dispositivo de streaming secundário (geralmente usado no pescoço ou no bolso). Este dispositivo secundário habilitado para Bluetooth flui sem fio para o aparelho auditivo, mas só pode fazê-lo à curta distância. Essa tecnologia pode ser aplicada a dispositivos prontos para uso (BTE, Mini BTE, RIE, etc.) ou a dispositivos personalizados que se encaixam diretamente na orelha.

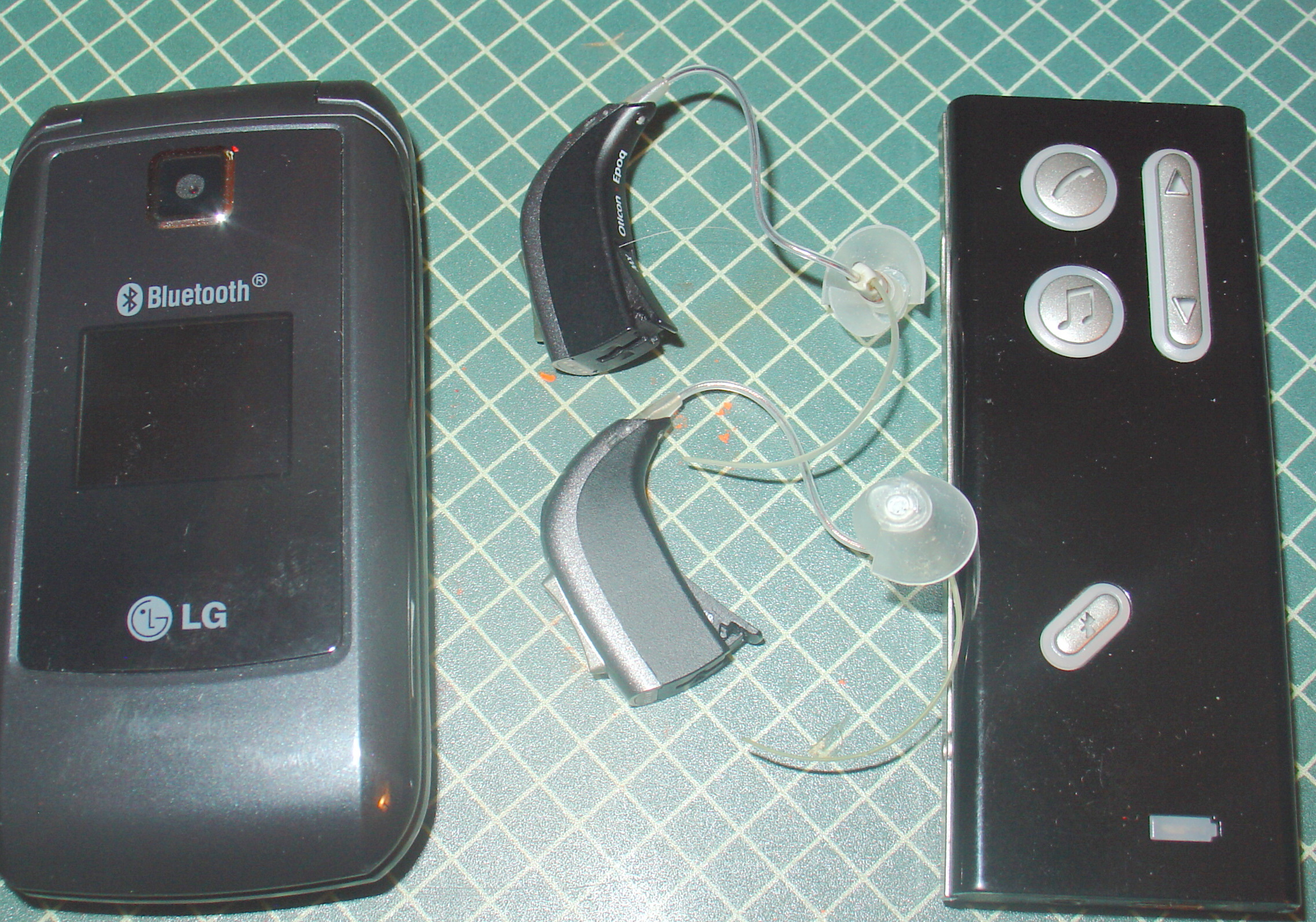
Aparelhos auditivos Oticon para usar com dispositivos sem fio (Bluetooth).
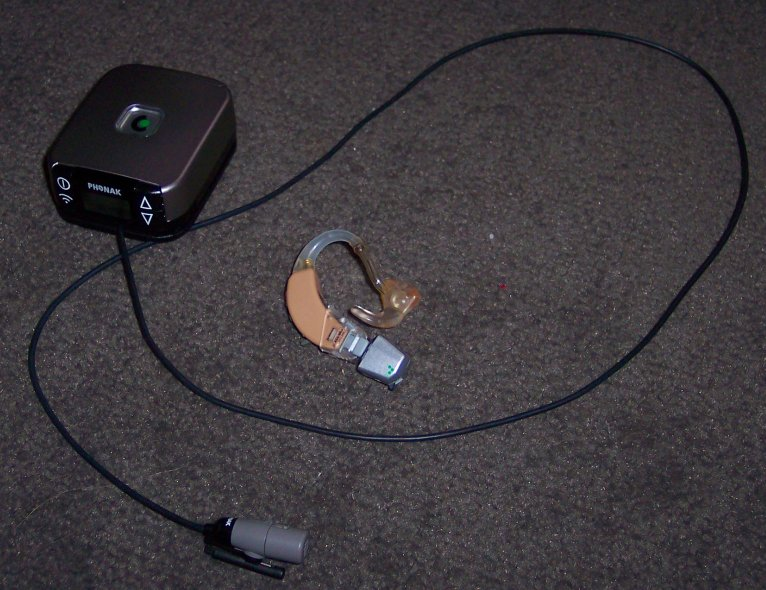
Sistema FM sem fio Phonak.

Nos países desenvolvidos, o Sistema de Frequência Modulada (Sistema FM) é considerado como um pilar na reabilitação de crianças com perda auditiva. Muitos teatros e salas de aula estão equipadas com sistemas assistivos de escuta que transmitem o som diretamente do palco.

#### Microfones direcionais
A maioria dos aparelhos auditivos mais antigos têm apenas um microfone omnidirecional. Um microfone omnidirecional amplifica os sons igualmente de todas as direções. Atualmente, contudo, muitos modelos de aparelho de amplificação sonora individual apresentam microfones direcionais como uma forma de melhorar a relação sinal / ruído. Estes apresentam maior sensibilidade aos sons que vêm de outras direções. A melhora da relação sinal/ruído em microfones direcionais varia de 3 a 5 decibeis, o que contribui para a inteligibilidade do sinal de fala no ruído. Se a fala desejada chegar a partir de uma direção e o ruído for de uma direção diferente, então, comparado a um microfone omnidirecional, um microfone direcional fornece uma melhor relação sinal-ruído. Estudos nacionais e internacionais relatam os efeitos objetivos positivos do uso deste tipo de microfone.
Os microfones direcionais foram considerados o segundo melhor método para melhorar a relação sinal / ruído (o melhor método é o sistema FM, no qual o microfone fica localizado próximo à boca do locutor).
Muitos aparelhos auditivos atualmente possuem microfone direcional e omnidirecional. O usuário pode não ter a necessidade ou o desejo de reduzir o ruído do microfone direcional em uma dada situação. Normalmente, o modo de microfone omnidirecional é usado no silêncio e situações de escuta (sala de estar) considerando que o microfone direcional é usado em ambientes ruidosos (restaurante). O modo de microfone é normalmente selecionado manualmente pelo usuário. Alguns aparelhos auditivos alternam automaticamente o modo do microfone.
Microfones direcionais adaptativos automaticamente variam a direção do máximo de amplificação ou rejeição (para reduzir uma fonte de som indesejável). A direção de amplificação ou rejeição é modificada no processador do aparelho auditivo. O processador tenta fornecer o máximo de amplificação na direção do discurso de maior atenção ou rejeição na direção do sinal que está interferindo. A menos que o usuário mude de forma manual a direção do microfone temporariamente. Uma desvantagem é que alguns ruídos, muitas vezes, contêm características semelhantes ao discurso, o que torna difícil para o processador do aparelho auditivo distinguir o discurso do ruído. Apesar das desvantagens, o sistema microfones direcionais adaptativos podem fornecer um melhor reconhecimento de fala no ruído
Sistemas de FM proporcionam uma melhor relação sinal / ruído, mesmo em maiores distâncias.

#### Bobina telefônica
A bobina telefônica é um pequeno dispositivo instalado em aparelhos auditivos ou implantes cocleares. As bobinas telefônicas ajudam o usuário filtrando o ruído de fundo. Elas podem ser usadas com telefones, sistemas de frequência modulada (Sistema FM) e de sistemas de circuito de indução (também chamado de "loops de audição ") que permitem a conexão  do aparelho auditivo com sistemas de endereço público e televisões . No Reino Unido e em países Nórdicos, os "loops de audição"  são amplamente utilizados em igrejas, lojas, estações ferroviárias e outros locais públicos.
Uma bobina telefônica consiste de um núcleo de metal (ou haste) em torno do qual um  fio muito fino é enrolado. Elas são chamadas também de bobinas de indução, porque quando a bobina é colocada em um campo magnético, uma corrente elétrica alternada é induzida no fio . A bobina telefônica detecta a energia magnética e converte em energia elétrica. Os sinais elétricos são processados pelo aparelho auditivo e transmitidos ao usuário em forma de som.
A interferência é incomum na maioria das situações. Ela pode se manifestar como um som vibrante, que varia em volume, dependendo da distância em que o usuário esta da fonte. São fontes de campos eletromagnéticos: monitores de computadores mais antigos de iluminação fluorescente, muitos eletrodomésticos e aviões.
Os estados da Flórida e Arizona apresentam em sua legislação a exigência de que os profissionais informem os pacientes sobre a utilidade das bobinas telefônicas.

#### Entrada direta de áudio

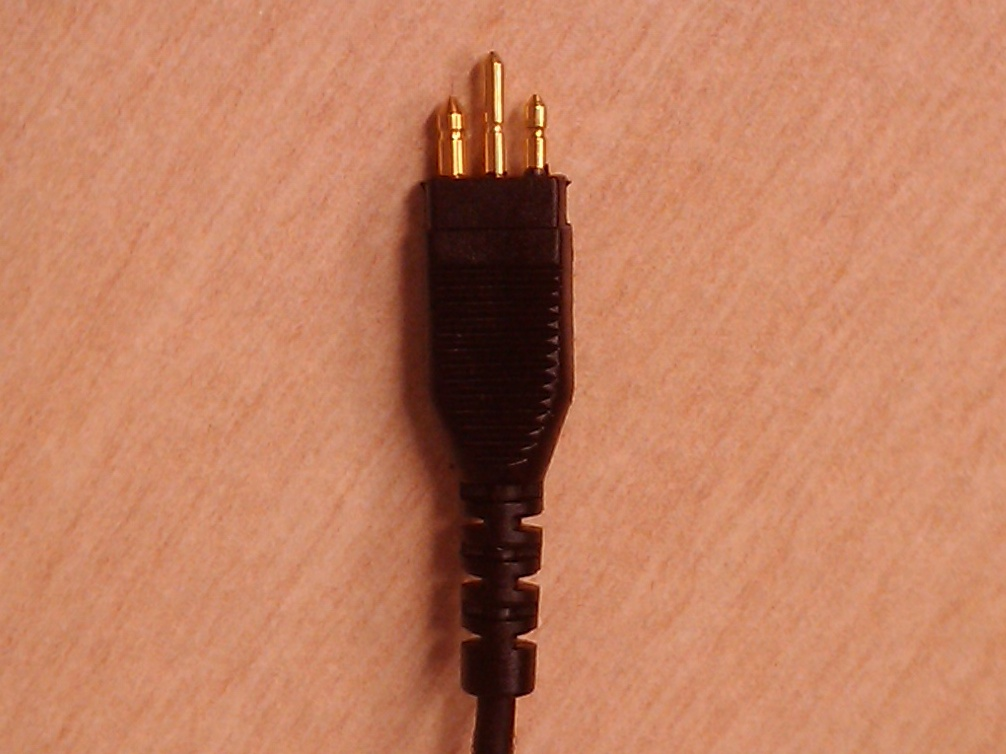
Uma entrada direta de áudio na extremidade de um cabo

A entrada direta de áudio , é uma entrada elétrica alternativa no aparelho auditivo  que permite a conexão direta a um dispositivo de áudio externo, como um CD player, rádio, TV, e gravador. Um sinal elétrico é fornecido através do fio, o qual é correspondente a uma onda sonora, podendo então ser amplificado e transmitido ao usuário.
Tal entrada está presente em muitos aparelhos auditivos de amplificação sonora individual, especialmente os retroauriculares.
Por sua própria natureza, a entrada direta de áudio é muito menos suscetível a interferência eletromagnética, e gera com mais qualidade o sinal de áudio, em oposição a bobina telefônica.

#### Processamento
Cada aparelho de amplificação sonora individual tem, no mínimo, um microfone, alto-falante (normalmente chamado receptor), uma bateria e circuito eletrônico. O circuito eletrônico varia entre dispositivos, mesmo se eles são no mesmo estilo. O circuito apresenta um processamento de áudio (analógico ou digital) e um tipo de circuito de controle (ajustável ou programável).

##### Analógico
O processamento analógico pode apresentar:
- Controle ajustável: O circuito de áudio é analógico com componentes eletrônicos que podem ser ajustados. O fonoaudiólogo determina o ganho e outras especificações necessárias para o usuário e, em seguida, ajusta os componentes analógicos com pequenos controles no aparelho auditivo. Este tipo de circuito é geralmente menos flexível.
- Controle programável: O circuito de áudio é analógico, mas com o adicional de um controle eletrônico de circuito que pode ser programado por um fonoaudiólogo, muitas vezes com mais de um programa.[17] O controle eletrônico de circuitos pode ser ajustado durante a fabricação ou, em alguns casos, o fonoaudiólogo pode usar um computador externo ligado temporariamente no aparelho de amplificação sonora individual e fazer os ajustes. O usuário pode alterar o programa para diferentes ambientes, através dos botões no próprio aparelho ou no controle remoto ou, em alguns casos, os circuitos adicionais controlam automaticamente. Este tipo de circuito é geralmente mais flexível do que os controles ajustáveis. O primeiro aparelho auditivo analógico com circuito de áudio e com circuitos digitais automáticos foi baseado no US Patent 4,025,721, "Método e meios para filtragem adaptativa do ruído da fala" pela D Graupe, GD Causey, arquivado em 1975. Este controle de circuito eletrônico foi utilizado para identificar e reduzir automaticamente o ruído em frequência separada por canais de áudio de circuitos analógicos  e era conhecido como o Zeta Bloqueador de Ruído .

##### Digital
- Controle programável: Tanto o circuito de áudio quanto os circuitos adicionais de controle são totalmente digitais. O fonoaudiólogo conecta o aparelho auditivo temporariamente em um computador externo e, assim, ele consegue ajustar todas as características de processamento de acordo com as necessidades e preferências do paciente. Circuitos digitais permitem a realização de muitos outros recursos que não são possíveis com processamento analógico, eles podem ser usados em todos os estilos de aparelhos auditivos e são os mais flexíveis, por exemplo, aparelhos auditivos digitais podem ser programados para amplificar determinadas frequências mais do que outras, e pode fornecer uma melhor qualidade do som do que os processamentos analógicos. Aparelhos auditivos digitais podem ser programados com vários sistemas que podem operar de forma automática . Estes programas reduzem o feedback acústico , reduzem o ruído de fundo, se ajustam automaticamente aos diferentes tipos de ambiente ( fala, música, ambiente com barulho ou silencioso entre outros.).

O processamento do sinal é executado pelo microprocessador, em tempo real, e tendo em conta as preferências individuais do usuário (por exemplo, aumento de graves para uma melhor percepção da fala em ambientes ruidosos, ou seletiva amplificação das frequências altas para as pessoas com reduzida sensibilidade para esta faixa de frequência ). O microprocessador automaticamente analisa o ruído de fundo e adapta o processamento do sinal para condições específicas .

##### Diferença entre aparelhos de ampliação sonora digitais e analógicos
Vantagens do aparelho digital incluem:
De acordo com pesquisas um número significativo de benefícios (em relação ao aparelho analógico):
- Processamento digital do sina ajuda a reduzir o ruído e distinguir o sinal de voz a partir do total de espectro de sons, o que facilita a percepção da fala.
- A redução do nível de ruído de fundo aumenta o conforto dos usuários (especialmente em ambientes ruidosos, por exemplo, na rua).
- A flexibilidade na amplificação proporciona uma modificação seletiva de determinadas frequências (de acordo com as características pessoais de deficiência auditiva).
- Eficaz na redução feedback acústico.
- Possibilidade de utilização de microfones direcionais, o que facilita muito a percepção do som em determinados ambientes, por exemplo, ao falar face a face, ou em uma sala de aula para ouvir o professor.
- Faixa de frequência estendida (a capacidade de ouvir uma grande variedade de sons).
- "Autoaprendizagem" ajuste adaptativo que facilita o uso do aparelho.
- Possibilidade de conexão com dispositivos (TVs, smartphones, etc.).
- Em geral, permite a máxima purificação do som transmitido para o usuário.

Essas vantagens dos aparelhos de amplificação sonora digitais foram confirmadas por uma série de estudos, relacionados com a análise comparativa dos aparelhos.

## Verificação e validação do desempenho do aparelho de amplificação sonora individual
Há várias maneiras de avaliar os benefícios de um aparelho auditivo para compensar uma perda. Uma delas é por meio da audiometria, a qual mensura os níveis de audição de um sujeito em um ambiente acusticamente tratado. O limiar de audibilidade para vários sons e intensidades é medido em uma variedade de condições. Embora testes audiométricos tentem imitar as condições do mundo real, o próprio paciente, a cada dia, experiência possibilidades diferentes. Uma abordagem alternativa é a auto avaliação, em que o paciente relata sua experiência com o aparelho auditivo.
O método mais confiável para avaliar o ajuste correto de um aparelho auditivo é através da medição por microfone sonda. Essa é uma avaliação das características da amplificação do aparelho auditivo e é realizada perto da membrana timpânica por meio do uso de um microfone com um tubo sonda de silicone.
De acordo com a American Speech-Language-Hearing Association (1998, apud Almeida, 2003) a verificação é realizada após as etapas de avaliação do paciente e seleção das características eletroacústicas do aparelho de amplificação, com o objetivo de verificar se as características projetadas na etapa de seleção foram realmente as obtidas .[3]
Os procedimentos de verificação podem ser comportamentais ou eletroacústicos. Nos comportamentais está incluído o ganho funcional e nos eletroacústicos estão as medidas de inserção.[3]
De acordo com Seewald (2001, apud Almeida, 2003) o ganho funcional é um procedimento que fornece uma ideia do desempenho auditivo do paciente com próteses auditivas. Enquanto as medidas de inserção avaliam o desempenho do aparelho na orelha do paciente.[3]
A validação de um sistema de amplificação é a medida do benefício fornecido pela amplificação refletindo em melhorias na qualidade de vida do deficiente auditivo, quer seja nas atividades de escuta propriamente ditas, quer seja no relacionamento social e estado emocional. Testes de fala também são usados como importantes instrumentos de validação, porém, questionários de auto avaliação são um meio extremamente eficaz e muito utilizado para avaliar subjetivamente os resultados da intervenção.[3]

## Pilhas
Os tipos de pilha existentes para os aparelhos de amplificação sonora individual são do tipo zinco-ar (principalmente) ou mercúrio.
A pilha zinco-ar caracteriza-se por um pequeno orifício que permite a entrada de ar em sua superfície: esse tipo de pilha só começa a funcionar depois de que o selo que veda esse orifício seja retirado e o ar entre em contato com os componentes. Assim, essa pilha pode ser estocada por um longo tempo sem perda da qualidade, mas só deve ter seu selo retirado na hora do uso (pois descarrega lentamente mesmo sem ser usada) e só começa a funcionar após alguns instantes dessa retirada.
De acordo com Staab e Lybarger (1994, apud Almeida, 2003), as pilhas zinco-ar duram o dobro do que as pilhas de mercúrio do mesmo tamanho, possuindo desempenho satisfatório com custo financeiro baixo. Entretanto, podem não corresponder adequadamente quando há grande demanda de corrente, como ocorre em aparelhos muito potentes funcionando em regulagem máxima por longos períodos. Ainda sob determinadas condições atmosféricas, as pilhas zinco-ar podem deixar seus componentes químicos vazarem através dos orifícios de entrada de ar, prejudicando o aparelho.
Quanto a pilha de mercúrio, embora forneça uma resposta mais rápida às demandas de corrente necessárias à operação de determinados aparelhos de amplificação sonora individuais, possui um custo maior e menor durabilidade. Esse tipo de pilha ainda pode se constituir em um problema de segurança ambiental e pessoal pela toxidade do mercúrio, sendo necessário um cuidado redobrado principalmente com crianças e animais domésticos, que às vezes engolem pilhas, e um programa eficiente de reciclagem na hora do descarte.
Alguns outros tipos de pilha podem ser usados para os aparelhos de amplificação sonora individuais., embora de forma muito rara no Brasil. Pilhas de óxido de prata possuem um alto preço e uma vida útil muito curta, mas podem ser úteis para indivíduos que utilizem aparelhos muito potentes em regulagens máxima.

## Papel do otorrinolaringologista e do fonoaudiólogo
Antes da seleção e adaptação do aparelho de amplificação sonora individual, o otorrinolaringologista deve ser sempre consultado para que danos adicionais à saúde otológica ou geral do paciente não ocorram, como doenças otológicas progressivas ou doenças sistêmicas que afetem a audição, por exemplo.
Além da avaliação prévia, após a adaptação o paciente deve fazer acompanhamento com tal profissional para verificar seus possíveis problemas de saúde e remoção de cerume que frequentemente é acumulado no canal auditivo do usuário de aparelho de amplificação sonora individual.
O fonoaudiólogo é o profissional responsável pela habilitação ou reabilitação auditiva em indivíduos com deficiência auditiva. Dessa forma, é essencial que o médico otorrinolaringologista saiba o papel do fonoaudiólogo nos processos que envolve:  a seleção e adaptação do aparelho de amplificação sonora individual, o treinamento auditivo, orientações quanto à audição e ao aparelho, avaliações periódicas da audição, leitura orofacial e terapia da fala. Ao conhecer o papel deste profissional, o médico pode transmitir informações para o paciente e sua família.
O trabalho em conjunto das duas áreas é essencial para acelerar o diagnóstico e o processo de habilitação dos deficientes auditivos.

## Qualidade de vida dos usuários
Uma pesquisa realizada entre 2009 e 2010 verificou a qualidade de vida de 30 indivíduos deficientes auditivos na faixa etária de 60 a 90 anos de idade em uma clínica de fonoaudiologia, antes e após adaptação dos aparelhos de amplificação sonora individual. Os resultados da mesma apresentaram que todos os participantes estavam satisfeitos após a adaptação do aparelho de amplificação sonora individual e que a resposta da média aumentou com relação a satisfação do participante em suas relações pessoais.
Outra pesquisa realizada para avaliar o grau de satisfação dos idosos que adaptaram aparelhos auditivos em Tocantins no período de janeiro de 2004 a dezembro de 2005. Neste estudo, 85% dos indivíduos participantes se mostraram satisfeitos ou muito satisfeitos.
Um estudo realizado em 2009 avaliou a qualidade de vida 56 pacientes com mais de 18 anos que possuíam perda auditiva de grau severo a profundo nas duas orelhas.  Foi demonstrado o elevado grau de satisfação dos adultos e idosos participantes, não havendo insatisfação. No entanto, foi detectado no mesmo estudo, uma problemática relacionada com o desempenho dos indivíduos quanto ao uso do telefone.

## História

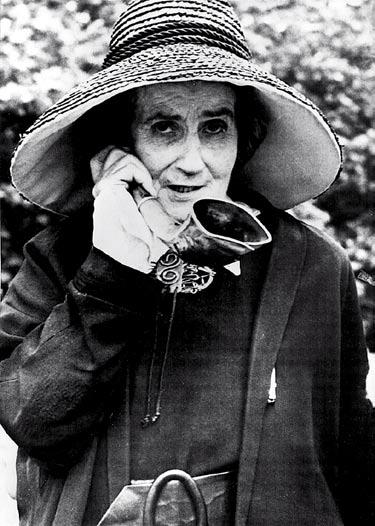
Madame de Meuron com a corneta acústica

Os primeiros aparelhos de amplificação sonora eram as Cornetas acústicas, e foram criadas no século 17. Alguns dos primeiros aparelhos auditivos eram externos auxiliares de audição.
A história pode ser dividida em três fases:
A primeira fase – a ampla utilização de simulação computacional para análise de sistemas e algoritmos para o processamento de áudio deu início a primeira fase. O trabalho foi realizado com a ajuda do computador "grande" da época e, embora os aparelhos não fossem um verdadeiro auxiliar de audição (o seu desempenho não foi suficiente para o processamento de áudio em tempo real – para não mencionar o tamanho), os estudos dos vários circuitos de hardware e algoritmos para processamento de sinais de áudio foram realizados de forma bem-sucedida. O pacote de software BLODI (sigla do inglês para o Bloco de Compilado Diagramas), desenvolvido por Kelly, Lockbaum e Vygotsky em 1961 permitiu simular qualquer sistema de som fornecidos na forma de um diagrama de bloco. Com a sua ajuda, um telefone especial para os usuários com deficiência auditiva foi criado. Em 1967, Harry Levitt usa o BLODI para simular um aparelho de audição em um computador digital.
Quase dez anos depois, o segundo passo foi dado – a criação de um sistema "quase-digital" no qual os componentes analógicos e digitais programáveis foram combinados em um único aparelho compacto. Neste dispositivo, o controlador digital não só controlava os componentes analógicos (amplificadores, filtros e limitador de sinal), mas também era programado através da ligação de um computador externo .
O conceito de um dispositivo "quase-digital" foi muito bem sucedido a partir de um ponto de vista prático, devido ao baixo consumo de energia e tamanho compacto. Naquele tempo, ele tinha uma baixa potência e o amplificador analógico foi desenvolvido muito bem em contraste com os chips semicondutores. A combinação de alto desempenho de componentes analógicos e digitais para o processamento de sinais  levou à criação de peças mais avançadas.
A terceira fase de desenvolvimento  foi considerada como os aparelhos auditivos digitais "reais" . Todas as fases de processamento de som são realizadas no formato binário. Os primeiros aparelhos auditivos "reais" foram os modelos desenvolvidos por Graup, em 1970 na base do microprocessador 8080, que substituiu os componentes analógicos (amplificador, limitador e filtros). As possibilidades de um processador programável feita a dispositivo de auto ajuste, que abriu perspectivas para o uso de avançadas técnicas de processamento de sinal, a redução de ruído, etc.
O desenvolvimento dos aparelhos estão associados com a criação de microprocessadores, com processamento paralelo de matrizes de dados. Como resultado, uma diminuição significativa de cálculos de tempo, deu a oportunidade para a realização de processamento de sinal de áudio em tempo real. O tamanho pequeno dos microchips (1987) permitiu a criação de compactos auxiliares de audição não excedendo as dimensões.

## Acesso aos aparelho de amplificação sonora individual no Brasil
No Brasil, o Ministério da Saúde publicou em setembro de 2004 a Portaria n.º 2.073, que institui a Política Nacional de Atenção à Saúde Auditiva e tem por objetivo atender a população brasileira com deficiência auditiva, criando condições de acesso desta população a todos os procedimentos de saúde auditiva (site da Academia Brasileira de Audiologia).
A Rede de Atenção Básica (Postos de Saúde, Saúde da Família, Ambulatórios) tem a função de identificar o problema e antes de tudo atuar junto à população para conscientizá-la da importância da audição na qualidade de vida das pessoas.
Segundo a fonoaudióloga Érica Pisaneschi, assessora técnica de Coordenação da Saúde da Pessoa com Deficiência do Ministério da Saúde: "Com a Política Nacional de Saúde Auditiva será possível realizar um levantamento da prevalência e a incidência dos problemas auditivos no país. Hoje não existem estudos epidemiológicos no Brasil em relação a essa deficiência, como o número de portadores e de problemas auditivos, quais os tipos de perda auditiva, o fornecimento de aparelho e o benefício e a satisfação do usuário após o recebimento do mesmo". Até a publicação da Política Nacional de Saúde Auditiva, eram 87 serviços na rede do SUS que forneciam aparelhos de amplificação sonora individual. Com a reorganização dos serviços, a meta do Ministério é ampliar a rede nacional para mais de cem serviços de atenção integral.